# Micromelum diversifolium
Micromelum diversifolium är en vinruteväxtart som beskrevs av Friedrich Anton Wilhelm Miquel. Micromelum diversifolium ingår i släktet Micromelum och familjen vinruteväxter. Utöver nominatformen finns också underarten M. d. cuneata.